# キアシガメ
キアシガメ（黄足亀、学名：Chelonoidis denticulata）は、リクガメ科ナンベイリクガメ属に分類されるカメ。

## 分布
エクアドル、ガイアナ、コロンビア、スリナム、トリニダード・トバゴ、ブラジル、フランス（仏領ギアナ）、ベネズエラ、ペルー北東部、ボリビア

## 形態
最大甲長82センチメートル。メスよりもオスの方が大型になる。背甲はドーム状に盛りあがる。側面は平行で、上から見ると細長い。後部縁甲板の外縁は弱く鋸状に尖る。種小名 denticulata は「鋸歯状の、細歯状の」の意で、縁甲板の突起に由来する。背甲の色彩は暗褐色で、孵化直後からある甲板（初生甲板）周辺は黄色や橙色だが老齢個体では明色部が消失する事もある。腋下甲板と鼠蹊甲板の大きさはほぼ等しい。左右の肩甲板の継ぎ目の長さ（間肩甲板長）は、左右の股甲板の継ぎ目の長さ（間股甲板長）よりも長い。腹甲の色彩は黄色や黄褐色で、甲板の継ぎ目（シーム）周辺は暗褐色。
頭部はやや小型。額を覆う鱗（額板）はやや小型で複数の鱗に分かれ、その前部にある鱗（前額板）は大型で縦に分かれる。頭部の色彩は褐色や暗褐色で、黄色や橙色の斑紋が入る。四肢の色彩は暗褐色で、前肢には黄色や橙色の斑紋が入る。
卵は長径4-6センチメートル、短径3.5-5.6センチメートルの楕円形か球形。孵化直後の幼体は椎甲板にわずかに筋状の盛りあがり（キール）があり、前部縁甲板の外縁も尖る。孵化直後の幼体は背甲には不規則な黄褐色の斑紋が入り、キールや縁甲板は黄色がかる。また幼体は後部縁甲板の突起も明瞭。

## 生態
常緑樹や落葉樹からなる多雨林に生息する。
食性は植物食傾向の強い雑食で、主に花（乾季）や果実（雨期）を食べるが、木の葉、根、樹皮、草、キノコ、昆虫、陸棲の貝類、動物の死骸、腐食質なども食べる。
繁殖形態は卵生。コロンビアの個体群は8-翌2月に卵を産むが、多くの地域で周年交尾や繁殖を行う。発情したオスは他個体の横に並び頸部を動かし挑発した後に、他個体が同様に頸部を動かすと甲羅の側面に体当たりしたりひっくり返して争う。オスは挑発に応じない個体の総排泄口周辺の匂いを嗅いで性別や成育状態を確認し、メスであれば後方から上に乗り交尾を迫る。メスが交尾を拒否して逃げた場合は、追いかけて頭部や四肢に噛みつき動きを止めてから交尾を行う。1回に1-20個（主に4-8個）の卵を年に数回（飼育下では6回に達した例もあり）に分けて産む。地面に穴を掘って卵を産んだ後に埋めることが多いが、地面に直接産んだり卵が地面から露出した状態の場合もある。卵は4-5か月で孵化するが、飼育下では4か月未満で孵化した例もある。

## 人間との関係
生息地では食用とされることがある。
開発による生息地の破壊、食用やペット用の乱獲などにより生息数は激減している。
ペットとして飼育されることもあり、日本にも輸入されている。アメリカ合衆国やウルグアイ、ブラジルから飼育下繁殖個体が、ガイアナやスリナムから野生個体が流通する。大型化し動きも活発なため、広大な飼育スペースが用意できない限り一般家庭での飼育には向かない。乾燥に弱く、空気湿度が低い環境では成長不良や便秘、尿管結石を引き起こす可能性がある。